# Gutskapelle Bergen

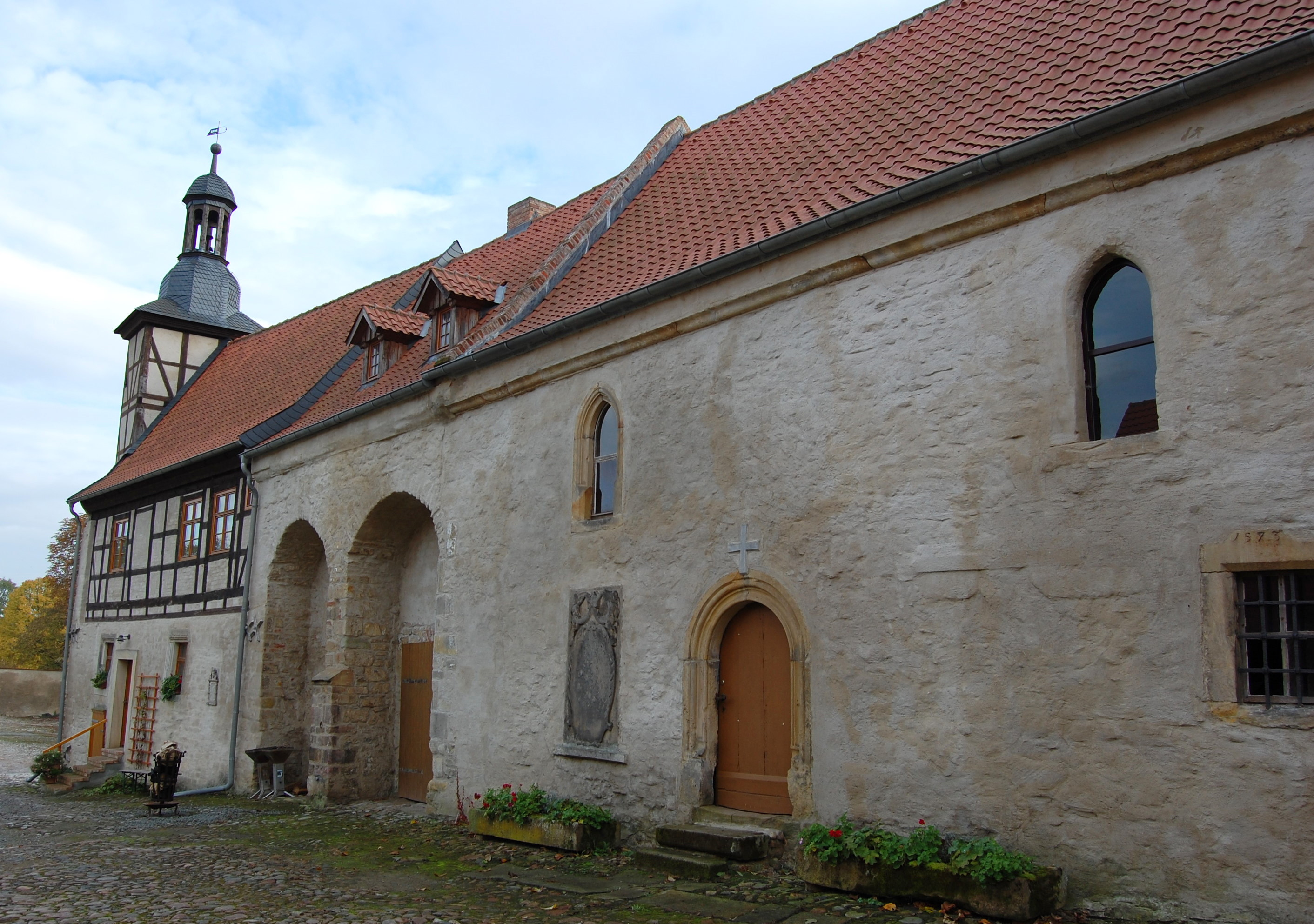
Gutskapelle, Blick vom Hof aus nordwestlicher Richtung, links das von Hans von Lossow angebaute Wohnhaus des Komturs mit angefügtem Turm

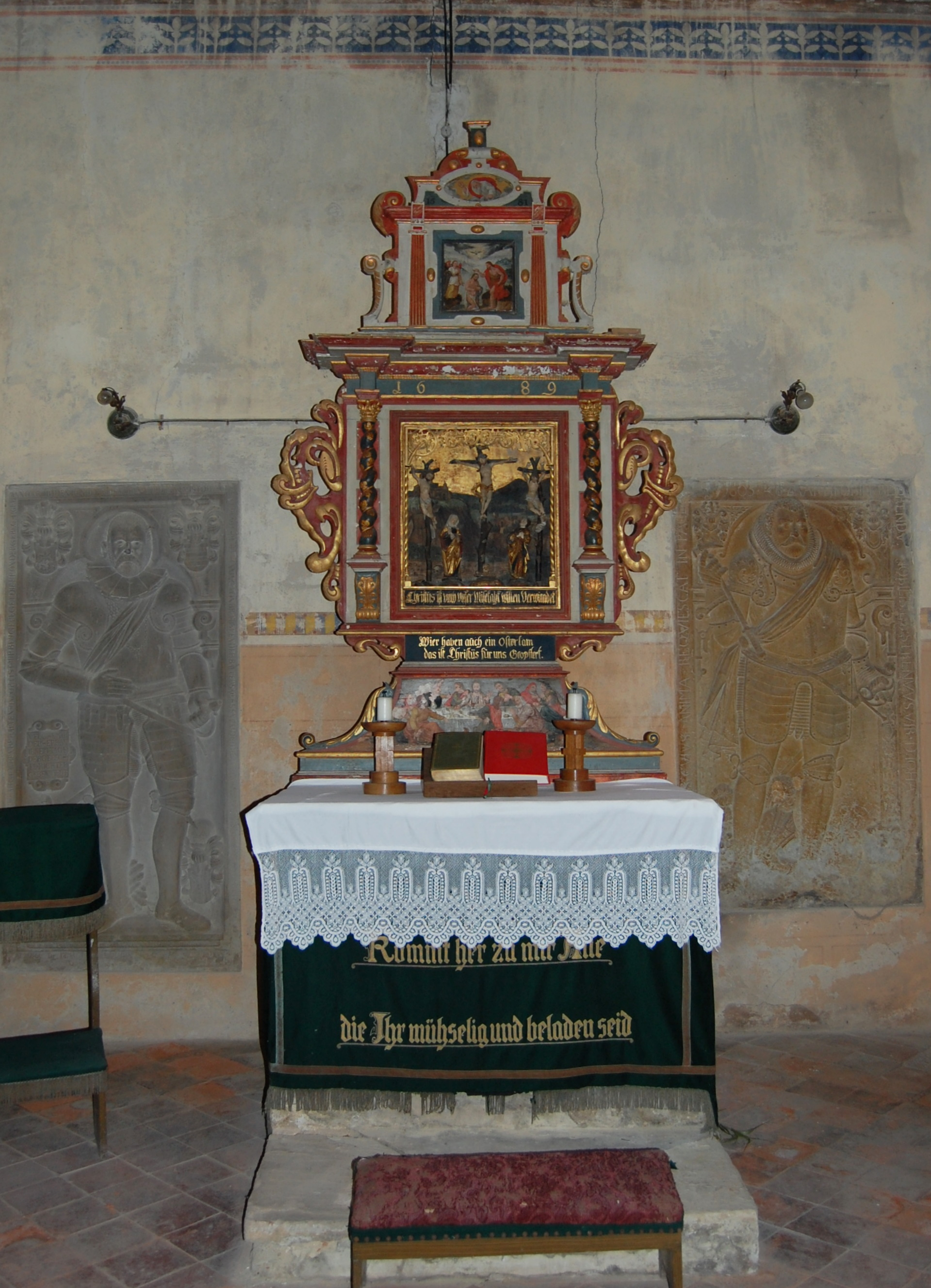
Altar

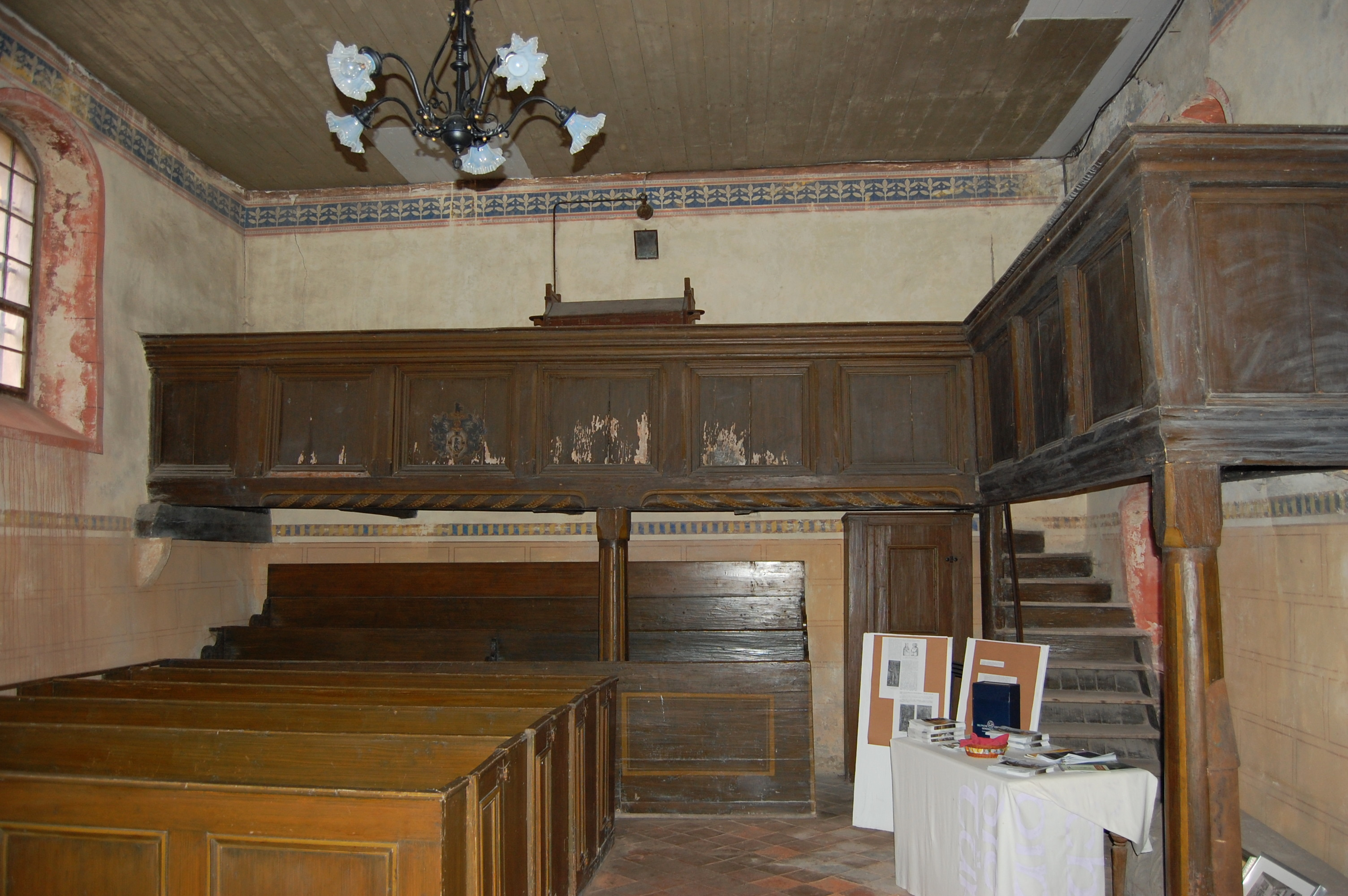
Empore

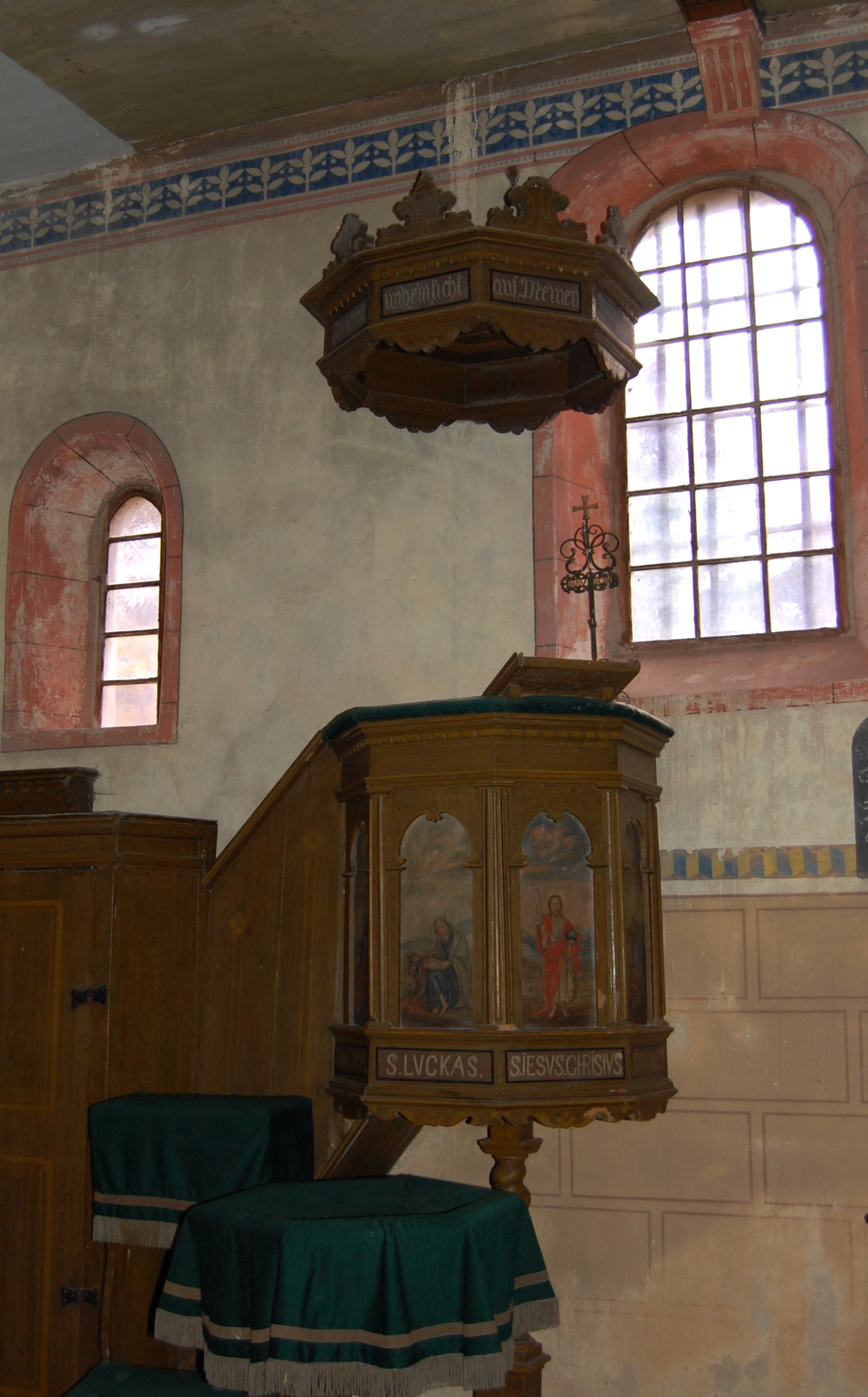
Kanzel

Die Gutskapelle Bergen ist die Kapelle der ehemaligen Komturei Bergen im zur Stadt Wanzleben-Börde gehörenden Dorf Bergen.

## Architektur und Geschichte
Die Kapelle entstand auf rechteckigem Grundriss in der Zeit der Spätromanik/Frühgotik und besteht aus Kirchenschiff und östlich hiervon befindlichen, eingezogenen Chor. Durch zwei große Rundbogenblenden werden die unterschiedlichen Mauerfluchten ausgeglichen. Die Gutskapelle ist das älteste erhaltene Gebäude der Komturei. In der Südwand der Kapelle befinden sich Rundbogenfenster, in der Nordseite sind zwei kleine spitzbogige Fenster sowie ein Rundbogenportal vorhanden. Das Portal ist jüngeren Datums und wurde während einer Neugestaltung der Kapelle unter Hans von Lossow in der Zeit von 1573 bis 1576 eingefügt. 
Östlich und westlich an die Kapelle sind unmittelbar weitere Gebäude angebaut. Nach Osten schließt sich das ebenfalls von Hans von Lossow errichtete Wohnhaus des Komturs an, welches an seiner östlichen Seite einen Turm erhielt. Die Kapelle selbst verfügt nicht über einen Turm. Nach Westen grenzt ein weiteres Wohngebäude an.
Das Innere der Kapelle ist flach gedeckt. An West- und Nordseite befindet sich eine Empore, die auf das Jahr 1576 datiert ist. Älteste Stücke der Kapelle sind zwei kleine steinerne Skulpturen die möglicherweise einen thronenden Christus und eine Muttergottes darstellen und bereits in der zweiten Hälfte des 12. Jahrhunderts entstanden. Der barocke Altaraufsatz stammt seiner Inschrift nach aus dem Jahr 1689 und zeigt eine Abendmahlsdarstellung. Darüber befindet sich ein zierlicher Kalvarienberg in spätgotischem Stil, der von gedrehten Säulen und Wangen aus Knorpelwerk eingerahmt wird. Über einem darüber befindlichen Gesims ist eine Darstellung der Taufe Jesu zu sehen. Sie ist umrahmt von kannelierten Pilastern.
Vermutlich aus dem 18. Jahrhundert stammt die Kanzel mit bildlichen Darstellungen Christi Salvators und der Evangelisten, die sich jeweils in mit Rundbögen gerahmten Feldern befinden.
Bemerkenswert sind vier in der Kapelle an den Wänden befindliche Grabsteine von Rittern. Darunter der vermutlich von Sebastian Ertle für den 1605 verstorbenen Hans von Lossow geschaffene. Die Inschrift des Grabsteins lautet:
ANNO DNI. 1605. DEN 26TEN MARTII OBIIT REVERENDUS, NOBILIS ET STRENUUS VIR. D. JOH. DE LOSSAU BALLIO. SAXON. COMMENDATOR GENERALIS CUIJUS ANIMA REQUIESCAT
Ins Deutsche übertragen bedeutet die Inschrift:
Im Jahre des Herrn 1605 den 26. April starb der ehrenwerte, edle und gestrenge Herr Johann von Lossau, der sächsischen Ballei General-Kommendator, dessen Seele ruhe.
Von Lossow selbst wurde allerdings im Magdeburger Dom beigesetzt. Ein weiterer Grabstein steht für den 1611 verstorbenen Henning von Bryzken. Die anderen beiden Steine wurden 1595 und 1597 für Adlige errichtet.